# Gad Elmaleh
Gad Elmaleh (Casablanca, 19 april 1971), is een Marokkaans-Canadese cabaretier en acteur. Door zijn imposante optredens en sketches geniet de Franstalige komiek een enorme populariteit in Frankrijk, Marokko en Canada. Hij is de broer van de acteur Arié Elmaleh en heeft een goede vriendschapsband met komiek Jamel Debbouze, met wie hij de bekende sketch « La barre de fèr » uitvoerde. Op 6 januari 2007 werd Elmaleh uit een lijst van 50 comedians door de kijkers van de televisiezender TF1 verkozen tot de "Grappigste man van het jaar".
In de filmwereld is hij vooral bekend om zijn rollen in komische films zoals de kassuccessen La Vérité si je mens ! 2 (2001), Chouchou (2003), La Doublure (2006), waarin hij met brio antiheld François Pignon speelde, en Hors de prix (2006). Ook zijn regiedebuut Coco (2009) genoot heel wat bijval. Dat hij ook ernstige rollen aankon bewees hij in het historisch drama La Rafle  (2010) en in de thriller Le Capital (2012).
Elmaleh heeft twee zoons: één met de Franse comédienne Anne Brochet en één met Charlotte Casiraghi, de dochter van prinses Caroline.